# 柴绍

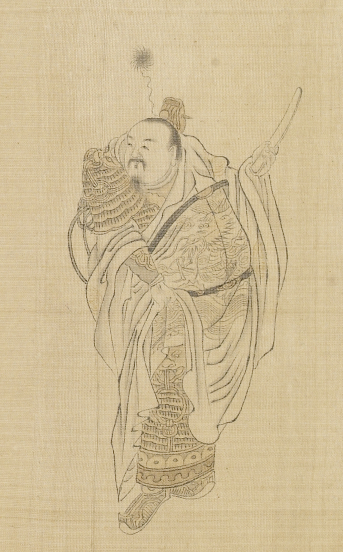
柴绍

柴绍（588年—638年），字嗣昌，晉州臨汾（在今山西臨汾境内）人，唐朝初期大將，凌烟阁二十四功臣之一。娶唐高祖女平阳昭公主为妻，唐朝建国以后封為霍國公，食邑封一千二百戶。

## 生平
柴绍的祖父柴烈是北周骠骑大将军，历任遂、梁二州刺史，封冠军县公，父亲柴慎是隋朝太子右内率，封钜鹿郡公。柴绍自幼矫健敏捷有勇气和力量，抑强扶弱为己任闻名于关中。柴绍年轻时补任隋朝元德太子杨昭的千牛备身，唐国公李渊将第三女李氏嫁给了柴绍。

### 反隋战争

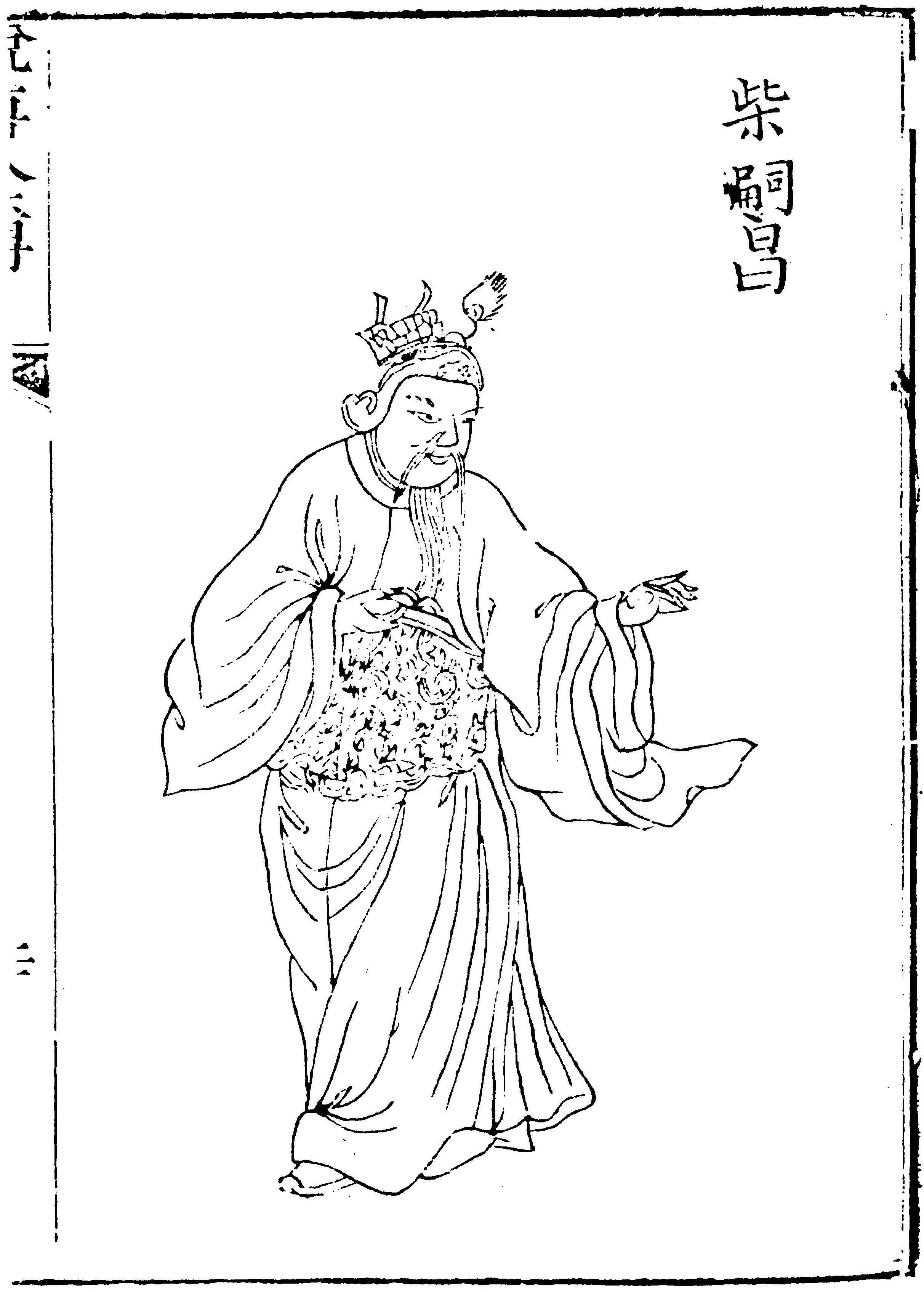
說唐演義全傳，柴嗣昌

隋义宁元年（617年）四月，李渊在晋阳起兵，并秘密派人召当时还在长安的柴绍夫妇。二人接信后，商议决定让柴绍立即自长安启程赶往晋阳，李夫人留下自寻出路。柴绍路遇自河东出发的李建成、李元吉二人，说服李建成打消落草的念头，三人加紧赶路前往太原。行至雀鼠谷（今山西介休西南、霍县以北汾河河谷）时，听说李渊已于五月十五日晨宣告起兵，三人相互庆贺，李建成兄弟均称赞柴绍的主意。
李渊太原起兵后，于六月建大将军府，授柴绍右领军大都督府长史之职。七月初五，李渊统甲士3万于晋阳誓师出发，柴绍兼领马军总管。李渊军将至霍邑（今山西霍县）时，柴绍城下侦察了隋守将宋老生的布防，回来后对众将领说：“老生有匹夫之勇，我师若到，必来出战，战则成擒矣。”八月初三，李渊计诱宋老生出城，两路夹击，大败隋军。李渊军攻取霍邑后，沿汾水南下，一路攻城掠地，柴绍每战都当先登城破阵，因功又授右光禄大夫。十五日李渊军进至龙门（今山西河津西北）。九月初，隋将屈突通派桑显和率数千名士卒乘夜袭击王长谐等军，王长谐等初战不利。柴绍与史大柰率轻骑从侧后袭击桑显和军，桑显和大败，败回河东（郡治河东，今山西永济西南）。十一月初九，李渊攻克长安，拥杨侑即位。柴绍进右光禄大夫，封临汾郡公。

### 唐朝建国以后

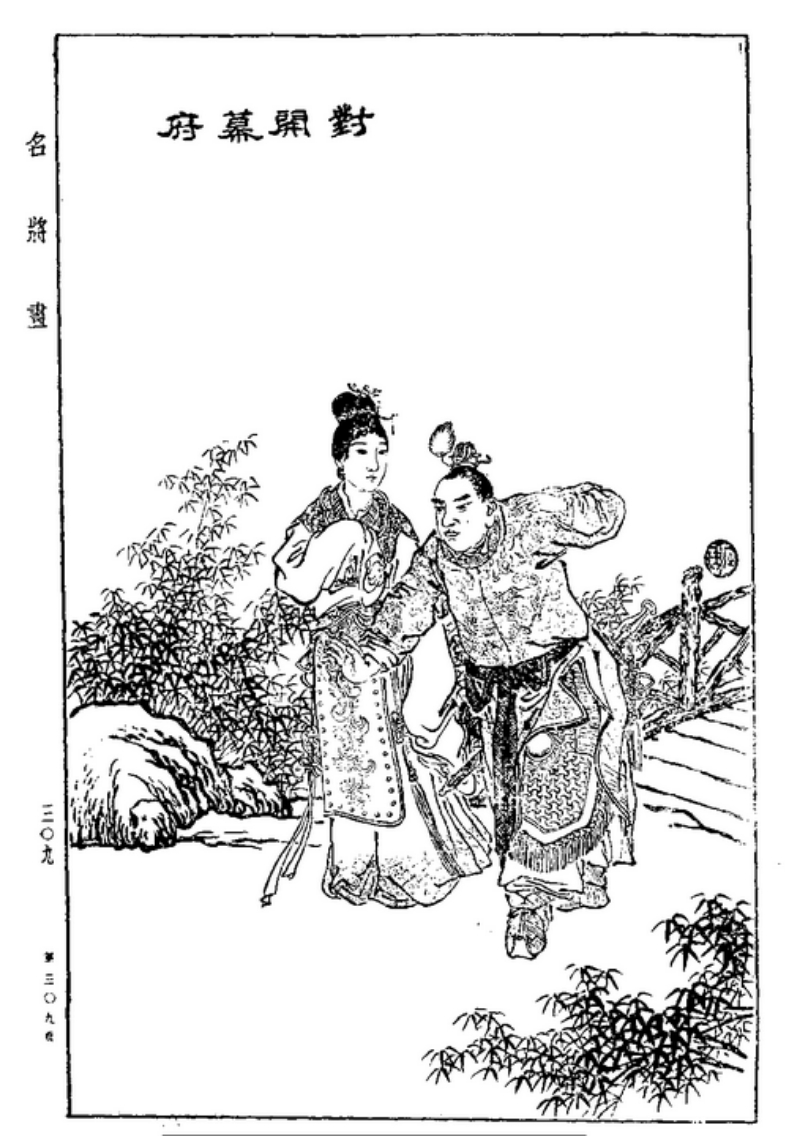
柴紹對開幕府

618年五月，李渊在长安称帝，建立唐朝，是为唐高祖，改年号为武德。拜柴绍为左翊卫大将军。此后柴绍随秦王李世民参加统一战争。先后平薛举，破宋金刚，败王世充，擒获窦建德，又参与了洛阳之战和虎牢关之战，屡立战功，因此封为霍国公，食邑一千二百户，并转为右骁卫大将军。
武德六年（623年）二月，柴绍的妻子平阳公主去世。四月，吐谷浑侵扰芳州，唐芳州刺史房当树逃奔松州。二十一日，吐谷浑军进扰洮、岷 二州。五月初五，岐州刺史柴绍奉命率娘子军总管马三宝等将领前去救援。十五日，吐谷浑及党项侵犯河州，唐河州刺史卢士良将其击败。六月，柴绍军进至岷州。二十九日，柴绍与吐谷浑作战，被围困在一山谷中。吐谷浑军据高临下射击柴绍军，箭如雨下，形势危急，唐军将士皆失色。柴绍则临危不惧，安然而坐，让人弹奏胡琵琶，使二美貌女子翩翩对舞。吐谷浑士卒非常奇怪，都放下弓矢驻足观瞧。柴绍见吐谷浑军阵容不整，乘其无备，暗遣精骑绕到吐谷浑军背后，突然袭击，大败吐谷浑军，斩首500余级。八月，吐谷浑归附唐朝。
自武德七年（624年）三月起，突厥不断入侵唐边境。八月二十三日柴绍率军在杜阳谷 击败了突厥军。武德八年十月十七日，突厥军侵扰鄯州，柴绍奉命前去救援。武德九年六月初七，玄武门之变后，李渊立李世民为皇太子。柴绍拜右卫大将军。七月初三柴绍在秦州击败突厥，斩杀突厥特勤一人，擒大将三人，斩首千余级。

### 贞观年间

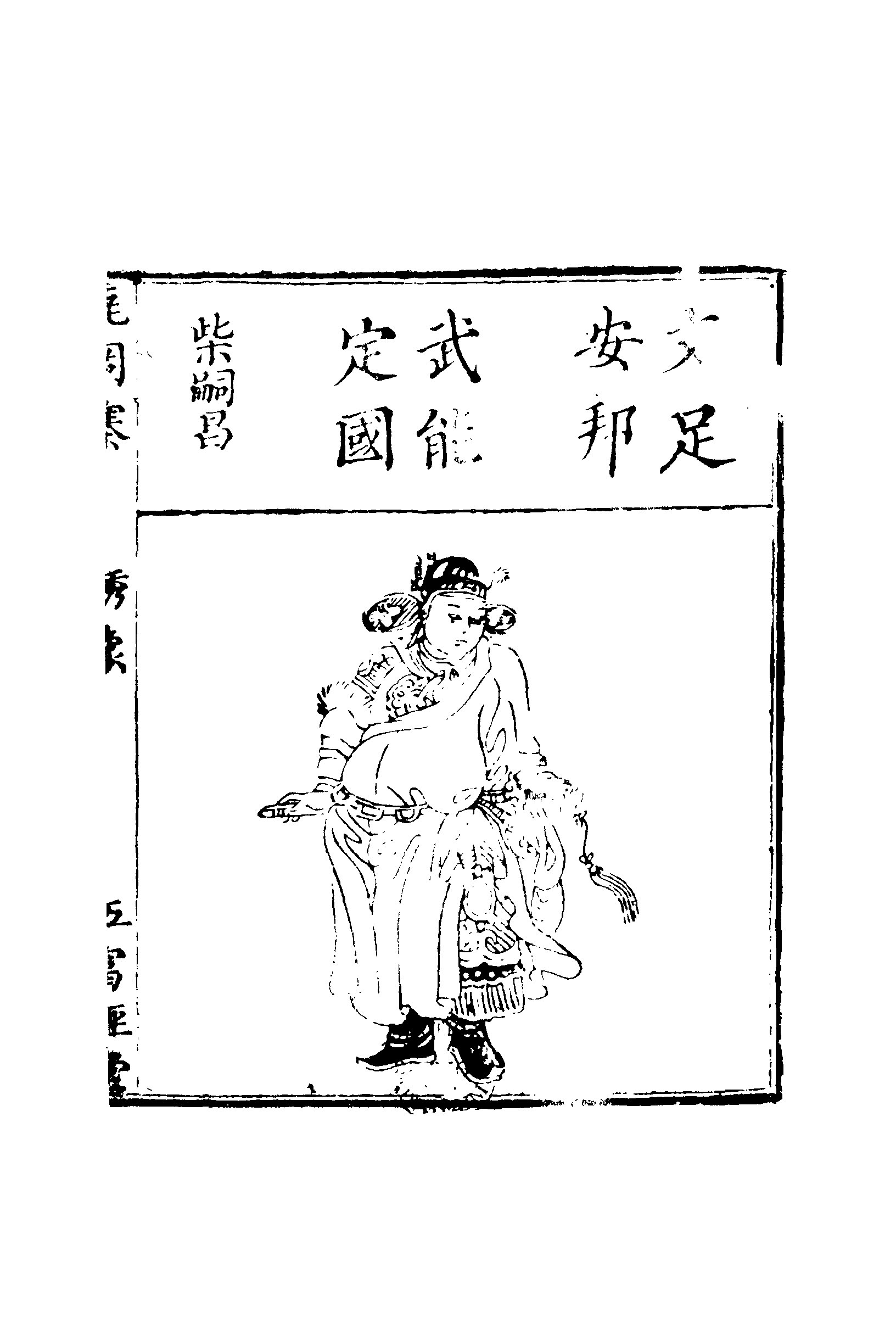
繡像瓦崗寨演義傳，柴嗣昌

八月初九，李世民即皇帝位，是为唐太宗。十月，唐太宗大封功臣，柴绍食实封一千二百户。
贞观二年，唐太宗命柴绍与薛万均率军攻梁师都。突厥大发兵救援梁师都，柴绍军在离朔方数十里处与其遭遇。柴绍率军唐军奋勇出击，大破突厥军，乘胜包围朔方城。四月二十六日，梁师都堂弟梁洛仁杀梁师都，举城投降。柴绍因功转左卫大将军，又为华州刺史
贞观三年十一月，突厥军进扰河西，二十三日柴绍奉命为金河道行军总管，参与唐灭东突厥之战，与李勣、李靖、李道宗、李孝杰、薛万彻等另外五路共同出击。唐军共计10余万，皆受李靖节度，于贞观四年正月出征，最终灭了东突厥。
贞观七年，柴绍加镇军大将军，行右骁卫大将军，改封谯国公。十二年，柴绍病重，唐太宗亲自前去探望。不久去世，赠荆州都督，谥号襄。
贞观十七年二月二十八日，唐太宗命画二十四功臣图于凌烟阁，皆真人大小，柴绍名列第十四。

## 家庭

### 祖父母
- 柴烈，北周骠骑大将军、遂梁二州刺史、冠军县公
- 李氏，使持节、大将军、南北二华州刺史、顺阳郡公李宜之女[11]

### 父亲
- 柴慎，隋朝太子右内率、钜鹿郡公

### 夫人
- 平阳昭公主李氏，唐高祖第三女，统领“娘子军”建功立业。

### 子女
- 柴哲威，袭谯国公，坐弟柴令武谋反，徙岭南。后起为交州都督，卒官
- 柴令武，娶太宗之女巴陵公主，太宗时为魏王李泰党羽，高宗初卷入高阳公主谋反一案，于永徽四年二月二日（653年3月6日）被斩

## 文学作品中的柴绍

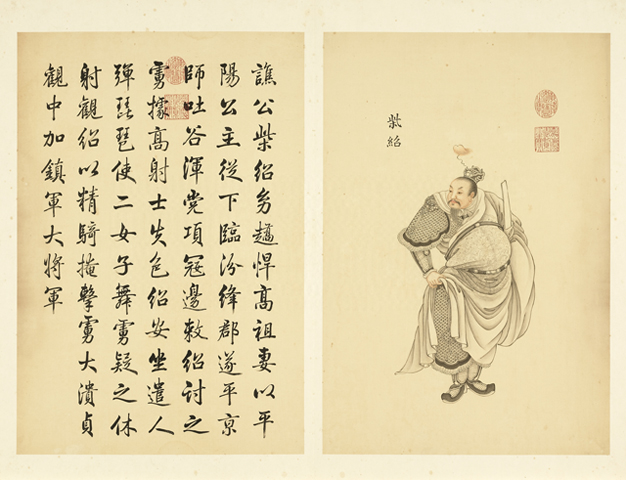
柴紹

清代小说《说唐》（68回本）里的柴绍，在承福寺被李渊招亲，后代表李渊去秦叔宝母贺寿，参加了贾柳店江湖结义。最后接李元霸回长安路上目睹元霸被雷劈死。之后他随二王征河东，被尉迟恭打死。

## 延伸阅读
[在维基数据编辑]
 《舊唐書·卷58》，出自刘昫《舊唐書》
 《新唐書·卷090》，出自《新唐書》
 在维基共享资源阅览影像